# Dolné Kočkovce
Dolné Kočkovce (in ungherese Alsókocskóc) è un comune della Slovacchia facente parte del distretto di Púchov, nella regione di Trenčín.